# Унтерлюс
Унтерлюс (нем. Unterlüß) — деревня и бывшая община в Германии, в земле Нижняя Саксония.  С 1 января 2015 года вошла в состав новосформированной коммуны Зюдхайде. Это станция на железной дороге между Ганновером и Гамбургом. 
Занимает площадь 77,53 км². 
| Год  | Население |
| ---- | --------- |
| 1990 | 4376      |
| 1995 | 4540      |
| 2000 | 4414      |
| 2005 | 4168      |
| 2010 | 3763      |

## Экономика
Снарядный завод Рейнметалл (калибр 155-мм).